# Cranioleuca obsoleta
El curutié oliváceo (Cranioleuca obsoleta) es una especie de ave paseriforme de la familia Furnariidae perteneciente al numeroso género Cranioleuca. Es nativa del centro este de América del Sur.

## Distribución y hábitat
Se distribuye por el este de Paraguay, sureste de Brasil (sur de São Paulo hacia el sur hasta el sur de Rio Grande do Sul) y en el noreste de Argentina (Misiones, norte de Corrientes).
Esta especie es considerada bastante común en su hábitat natural: el dosel y los bordes  de bosques húmedos tropicales y subtropicales, especialmente en bosques dominados por Araucaria angustifolia, hasta los 1400 m de altitud.

## Sistemática

### Descripción original
La especie C. obsoleta fue descrita por primera vez por el naturalista alemán Ludwig Reichenbach en 1853 bajo el nombre científico Leptoxyura obsoleta; la localidad tipo es: «Brasil».

### Etimología
El nombre genérico femenino «Cranioleuca» se compone de las palabras del griego «κρανιον kranion»: cráneo, cabeza, y «λευκος leukos»: blanco, en referencia a la corona blanca de la especie tipo: Cranioleuca albiceps; y el nombre de la especie «obsoleta», proviene del latín «obsoletus»: liso, usado, olvidado, en referencia al color uniforme del plumaje de la especie.

### Taxonomía
Los datos filogenéticos recientes indican que la presente especie es pariente próxima del par formado por  Cranioleuca pallida y C. pyrrhophia. Aparentemente hibrida con esta última en el sur de Rio Grande do Sul, Brasil y ha sido sugerido en el pasado que podrían ser conespecíficas, pero hay muy pocas evidencias de introgresión. La subespecie propuesta C. obsoleta siemiradzkii Stolzmann, 1926 (de Paraná, en Brasil) es indistinguible. Es monotípica.